# Suminoekoen (métro d'Osaka)
Suminoekoen (住之江公園駅, Suminoekōen-eki) est une station du métro d'Osaka sur les lignes Yotsubashi et Nankō Port Town (New Tram) dans l'arrondissement de Suminoe à Osaka.

## Situation sur le réseau
La station Suminoekoen marque la fin des lignes Yotsubashi et Nankō Port Town.

## Histoire
La station a été inaugurée le 9 novembre 1972 sur la ligne Yotsubashi. La ligne Nankō Port Town y arrive le 16 mars 1981.

## Services aux voyageurs

### Accès et accueil
La station est ouverte tous les jours.

### Desserte
- Ligne Yotsubashi :

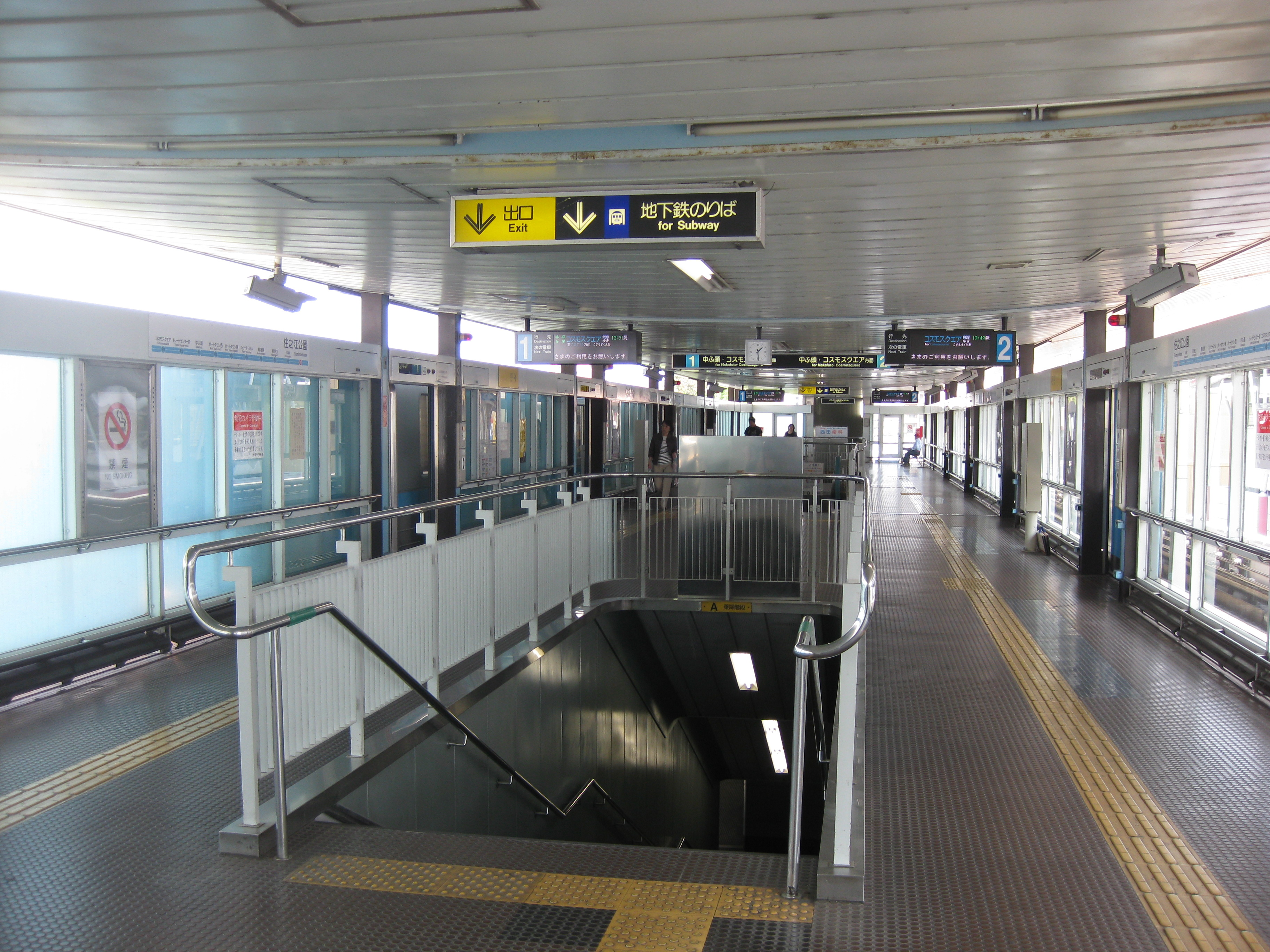
Quai de la ligne Nankō Port Town

  - voies 1 et 2 : direction Nishi-Umeda
- Ligne Nankō Port Town :
  - voies 1 et 2 : direction Cosmosquare